# Mormonia splendens
Mormonia splendens là một loài bướm đêm trong họ Noctuidae.